# Cleve Jones

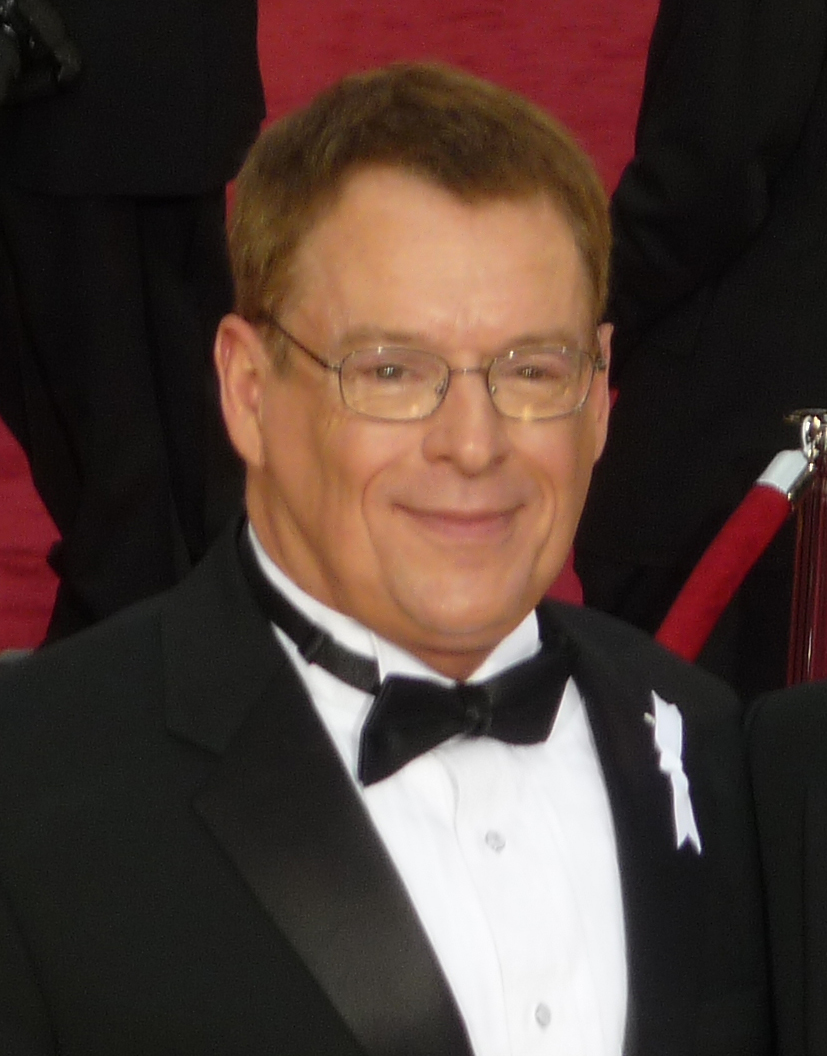
Cleve Jones na 81ª cerimônia de entrega do Oscar.

Cleve Jones (10 de outubro de 1954) é um ativista dos direitos LGBT norte-americano conhecido como a pessoa que concebeu o NAMES Project AIDS Memorial Quilt. Trabalhou nas campanhas de Harvey Milk e no seu gabinete depois de eleito supervisor de San Francisco.
Em 1983, quando a AIDS era ainda novidade e pouco compreendida, foi co-fundador da San Francisco AIDS Foundation.
Ele foi interpretado pelo ator Emile Hirsch em Milk, filme de 2008 dirigido por Gus Van Sant, sobre a biografia de Harvey Milk. Em 2017 a minissérie When We Rise foi estreada e quem interpretou Jones, dessa vez, foi o ator Austin P. McKenzie. A série conta a história de Cleve\ Jones, Ken Jones e Roma Guy como ativistas LGBT.